# Rață mică
Rața mică (Anas crecca) este o specie comună de rață sălbatică, ce clocește în Europa Centrală și de Nord, Asia și America de Nord. Iarna migrează spre sud, iar în România este oaspete de iarnă.  Cuibărește în diverse zone cu apă dulce, preferând lacurile, iazurile, dar și lubgul râurilor și al zonelor de țărm cu vegetație abundentă.

## Taxonomie
Rața mică face parte din rândul grupului de rațe mici din specia Anas, înrudite îndeaproape cu rața sălbatică (A. platyrhynchos) și cu rudele acesteia. Uniunea Americană a Ornitologilor încă analizează dacă rața mică și rața mică cu aripi verzi trebuie tratate ca una sau două specii, în timp ce Uniunea Internațională pentru Conservarea Naturii și BirdLife International le separă în prezent.. În ciuda penajului nupțial aproape identic și foarte apomorf al masculilor, care continuă să îi nedumerească pe oamenii de știință, acestea par a fi specii bine distincte, după cum indică o multitudine de date comportamentale, morfologice și moleculare.
Rața mică a fost denumită științific pentru prima dată de Carl Linnaeus în ediția sa din 1758 a Systema naturae. Descrierea sa latină este următoarea: [Anas] macula alarum viridi, linea alba supra infraque oculos – „o rață cu speculum verde, o linie albă deasupra și dedesubtul ochilor” – iar principala sa referință a fost descrierea păsării în lucrarea sa anterioară Fauna Svecica. De fapt, descrierea pe care a folosit-o în Systema Naturae a fost numele sub care pasărea a fost inclusă în Fauna Svecica, demonstrând valoarea noii sale nomenclaturi binomiale prin comprimarea numelor lungi și complicate utilizate anterior în clasificarea biologică în nume științifice mult mai simple, precum Anas crecca.
Linnaeus a menționat, de asemenea, în descrierea sa că autorii anteriori scriseseră deja pe larg despre rața mică:  Conrad Gessner o descrisese în Historiae animalium ca anas parva;Ulisse Aldrovandi o numise phascade sau querquedula minor și a fost menționată în mod corespunzător de Francis Willughby care a denumit specia querquedula secunda Aldrovandi ). John Ray poate fi creditat cu introducerea oficială a denumirii de "rață mică comună". În ceea ce privește localitatea tip, Linnaeus a remarcat pur și simplu că această specie locuiește în ecosistemele de apă dulce din Europa.
Numele științific provine din latinescul Anas, „rață” și kricka, numele suedez al acestei specii..

## Descriere

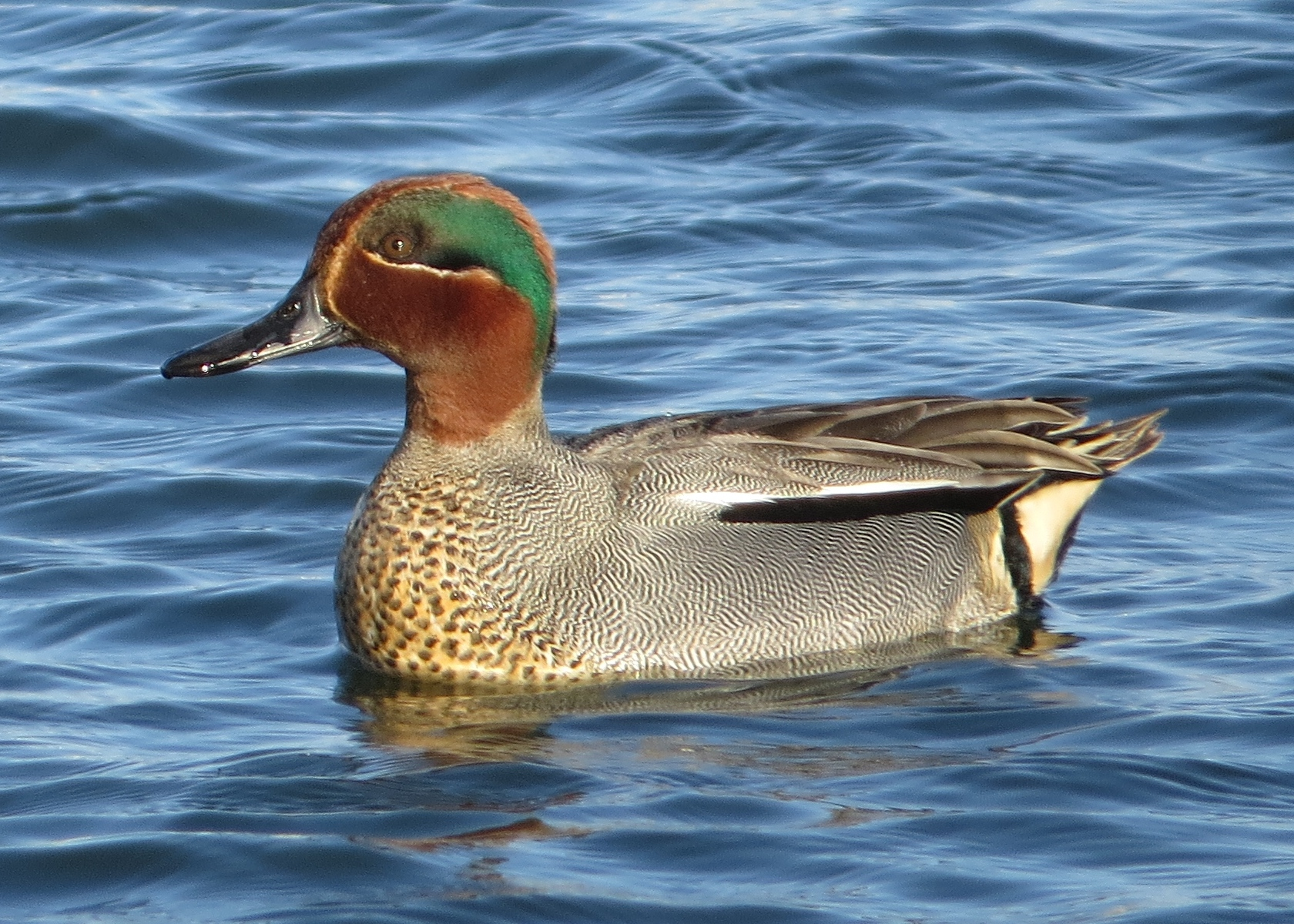
Penajul de reproducere al masculului este în principal gri, cu un cap castaniu și o mască verde.

Rața mică este una dintre cele mai mici rațe care mai există, având o lungime de 34-43 cm și o greutate medie de 360 g la masculi și 340 g la femele. Aripile au o lungime de 17,5-20,4 cm, având o anvergură de 53-59 cm. Ciocul măsoară 3,2-4 cm în lungime, iar tarsul 2,8-3,4 cm.
Există un dimorfism sexual accentuat în ceea ce privește culoarea penajului, masculul prezentând o coloratură mult mai vie și mai izbitoare decât femela.  Masculul adult în penaj de reproducere are o culoare predominant cenușie, în realitate datorită unei dungi fine alb-negricioase vizibilă doar de aproape, cu pieptul pestriț închis la culoare pe un fond albicios al restului părților inferioare, cu o anumită culoare aurie sub coadă. În schimb, capul este brun-roșcat, cu o bandă largă de culoare verde închis în jurul ochilor, mărginită de linii fine de culoare crem care se extind până la cioc. Penajul femelelor este în principal maroniu, cu un fond deschis cu dungi mai întunecate. Creștetul este maro închis, iar deasupra ochilor se află o dungă superciliară deschisă și o dungă postoculară închisă, iar obrajii și gâtul sunt mai palide și fin striate cu maro. În penajul de non-reproducere (eclipsă), masculul seamănă mai mult cu femela, dar cu părțile superioare mai închise la culoare și cu ciocul gri. 
Este o specie zgomotoasă, masculul emite un cric repetat, nu tare, dar foarte clar. Femela emite slab keh sau neeh.

## Galerie

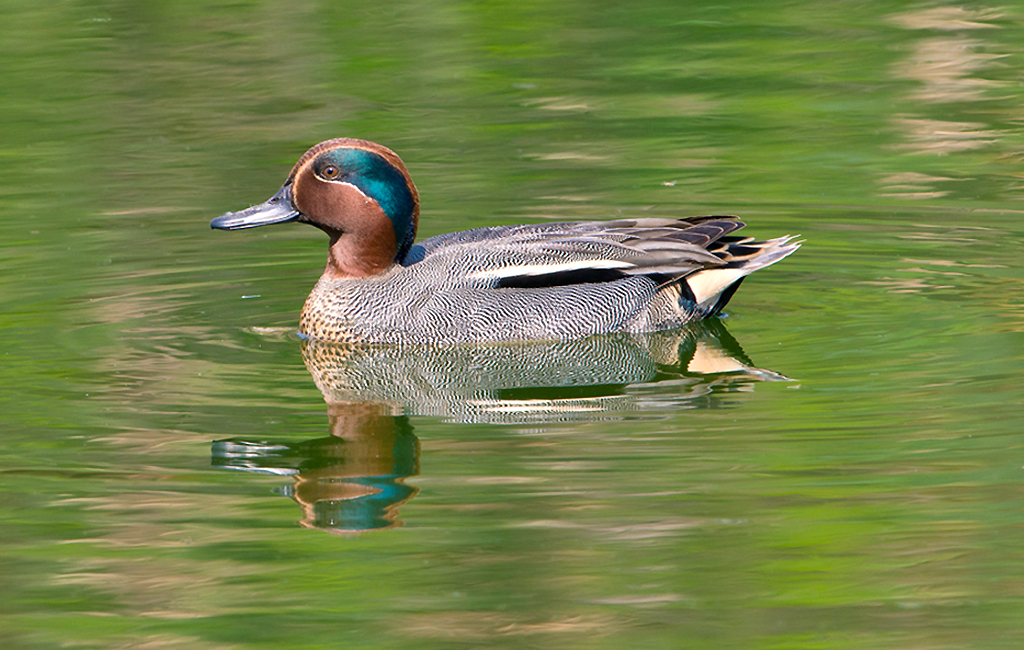
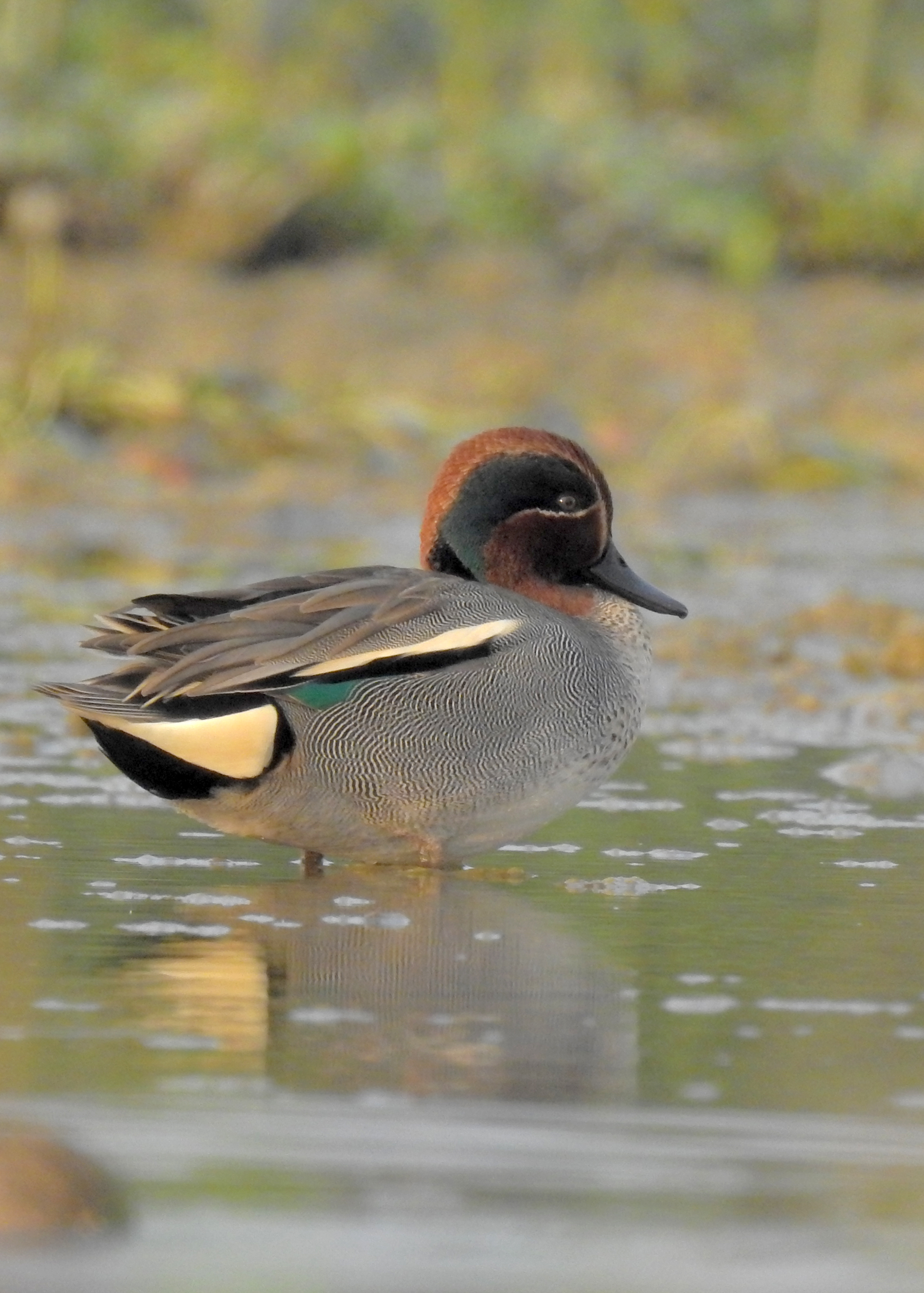
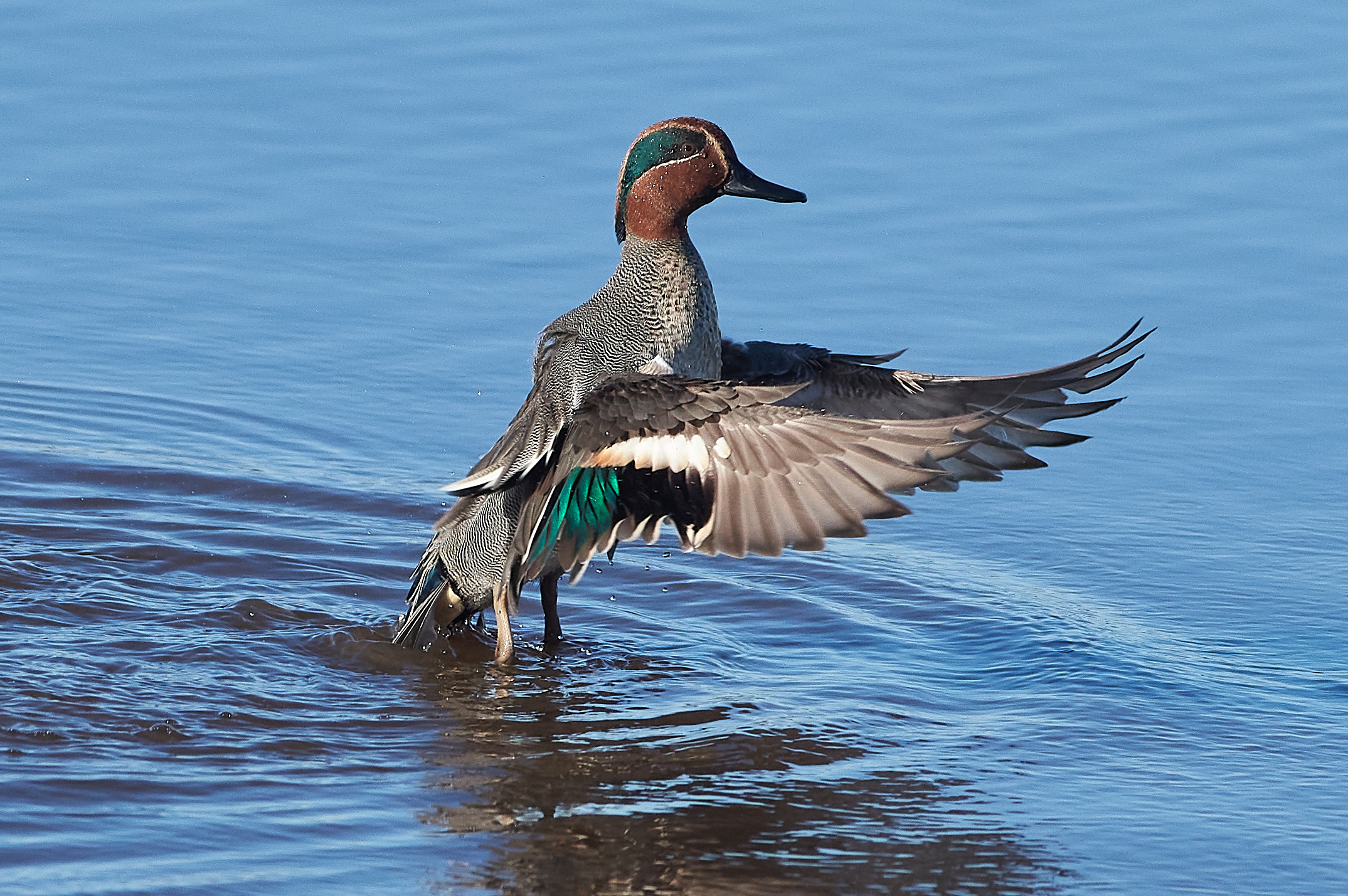
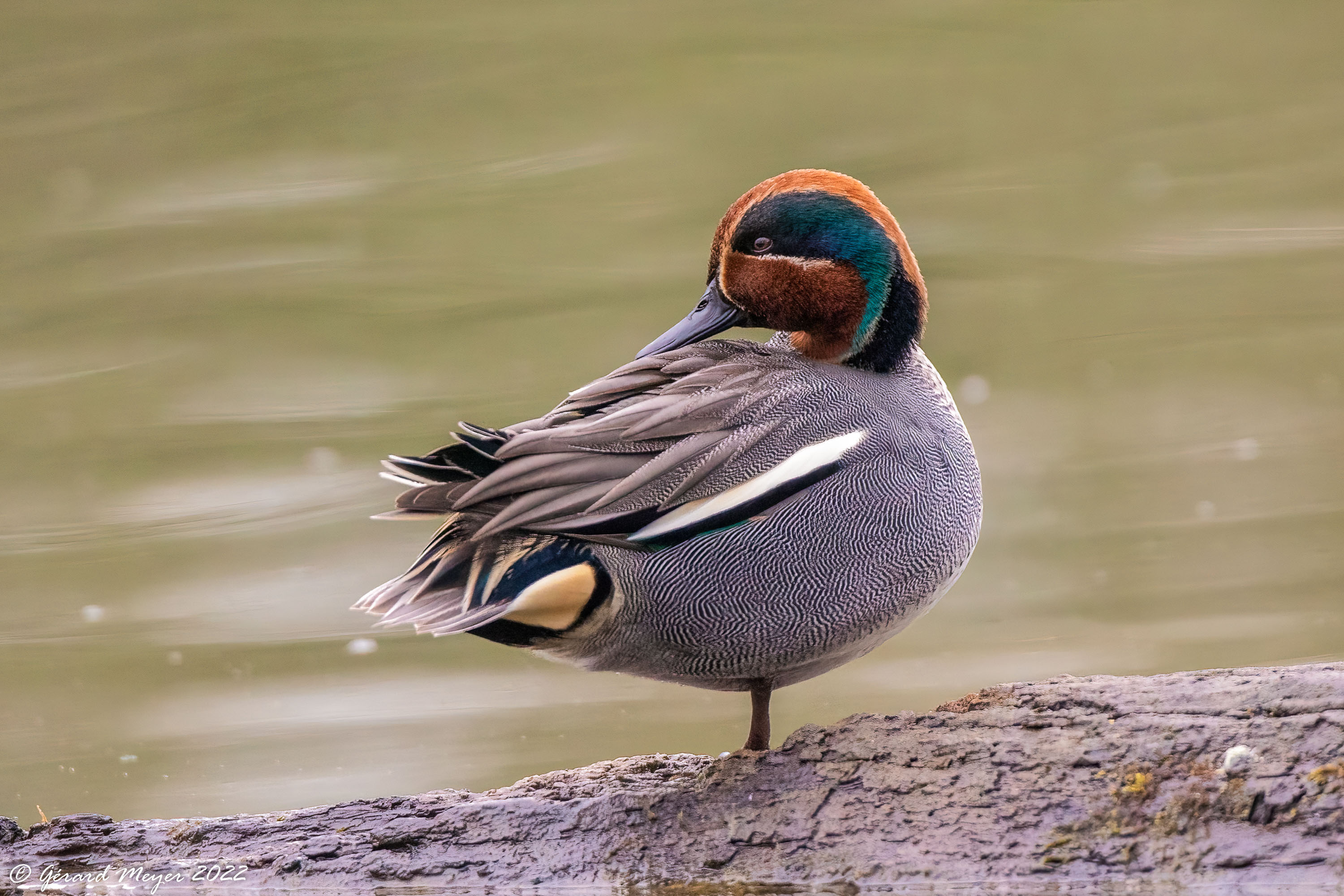